# 미카와촌 (시마네현)
미카와촌(美川村)은 시마네현 나카군에 있던 촌이다. 현재의 하마다시에 해당한다.

## 역사
- 1935년 2월 11일 - 오우치촌. 이사리야마촌이 합병해 미카와촌이 성립하였다.
- 1940년 11월 3일 - 하마다정, 이와미촌. 나가하마촌, 스후촌과 합병 시로 승격해 하마다시가 신설하여 폐지되었다.

## 참고문헌
- 角川日本地名大辞典 32 島根県
- 『市町村名変遷辞典』東京堂出版、1990年。